# Skierniewka Lewa
Skierniewka Lewa – dawna wieś w powiecie skierniewickim, od 1926 roku w granicach miasta Skierniewice. Skierniewka Lewa rozpościera się między rzeką Łupią a Zwierzyńcem, zabudowania wsi ciągnęły się wzdłuż dzisiejszej ul. Nowomiejskiej. Miejscowość była siedzibą gminy Skierniewka.
Na obszarze dawnej wsi znajdują się współczesne dzielnice: Osiedle Makowska, Sobediany i Ławki.

## Historia
Obszar późniejszej Skierniewki Lewej był pierwotnie częścią istniejącej od XIV w. wsi Skierniewice leżącej w kasztelanii łowickiej stanowiącej uposażenie arcybiskupstwa gnieźnieńskiego (od XVII w. pod nazwą Księstwo Łowickie). W roku 1457 arcybiskup gnieźnieński Jan Odrowąż ze Sprowy utworzył miasto Skierniewice z podupadłej wsi Dęba oraz części wsi Skierniewice; obszar późniejszej Skierniewki Lewej oraz Skierniewki Prawej pozostał wówczas w granicach oddzielnej od miasta wsi Skierniewice.
W 1795 r. wieś Skierniewice (również pod nazwami Łupia Skierniewska, Skierniewska Wieś) była wsią arcybiskupstwa gnieźnieńskiego w granicach Księstwa Łowickiego w ziemi rawskiej województwa rawskiego, należała do parafii w sąsiednim mieście Skierniewice. Wieś liczyła wówczas 32 domy z 207 mieszkańcami.
Pierwsza wzmianka o Skierniewce Lewej i Prawej jako o oddzielnych wsiach pochodzi z 1822, wówczas miejscowość liczyła 30 domów i 266 mieszkańców. Nazwa Skierniewka bez wyróżników Lewa i Prawa przestała być używana w administracji po 1870. W roku 1926 miejscowość wraz ze Skierniewką Prawą, Skierniewką Poduchowną i Szwabami włączono w granice miasta.

## Charakter
Skierniewka Lewa graniczy od południa i zachodu z Lasem Zwierzynieckim, od północy i wschodu ogranicza ją rzeka Łupia. Głównymi drogami dzielnicy są ul. Makowska oraz Zwierzyniecka łączące centrum Skierniewic kolejno z Wolą Makowską oraz Makowem; łączą się tu linie kolejowe nr 1 i 11. Dzielnica charakteryzuje się zabudową głównie jednorodzinną skupioną wzdłuż kilku głównych ulic (Nowomiejska, Makowska, Zwierzyniecka); duży udział mają tu grunty orne oraz nieużytki. Przy ul. Nowomiejskiej 58 znajduje się budynek dawnego urzędu gminy Skierniewka.
W północno-zachodniej części Skierniewki Lewej przy granicy ze wsią Mokra Lewa leży Osiedle Makowska stanowiące skupisko gęstej zabudowy jednorodzinnej, z kolei w zachodniej części dzielnicy między linią kolejową nr 1 a centrum miasta znajduje się dawna dzielnica willowa z zabytkowymi obiektami, takimi jak Willa Kozłowskich oraz Willa Rybickiego. Na północ od linii kolejowej nr 11, w okolicach ul. Ludwika Waryńskiego leży dzielnica nazywana zwyczajowo Sobedianami z gruntami Instytutu Sadownictwa oraz dawna osada młyńska Ławki.